# Brunon Strzałka
Brunon Strzałka (ur. 2 lipca 1912 w Lubomi, zm. 23 lipca 1977 w Krakowie) – polski pisarz, nauczyciel i folklorysta tworzący na terenie gminy Lubomia.

## Życiorys
Brunon Strzałka urodził się w Lubomi, jego rodzicami byli Franciszek Strzałka – chłop, później wytwórca cygar, kupiec i restaurator – oraz Józefa z domu Miechówka. W 1918 roku rozpoczął naukę w niemieckiej szkole, którą po kilku miesiącach przerwał. W 1921 roku wznowił naukę, tym razem w szkole polskiej. W 1924 roku zaczął naukę w gimnazjum klasyczne w Rybniku. W latach 1935–1937 studiował w Pedagogium w Krakowie, co dało mu uprawnienia do nauczania biologii i geografii w szkołach powszechnych. Przez krótki czas studiował potem prawo na Uniwersytecie Jagiellońskim.
Początkowo pracował jako nauczyciel kontraktowy w Radlinie, w 1938 roku przeniesiono go do Pszowa. W 1939 roku ożenił się z Jadwigą Pauliną Jedlińską. Nominację nauczycielską otrzymał 1 lipca 1939 roku, jednak wybuch wojny nie pozwolił mu rozpocząć pracy. Na czas wojny przeniósł się wraz z żoną do Mielca, gdzie początkowo pracował jako robotnik budowlany, później jako księgowy. Od 1 kwietnia 1940 do 1 września 1944 roku tajnie nauczał zakresu szkoły powszechnej.
Po wojnie nauczał w szkole średniej w Rybniku. Przez krótki czas, w ramach bezpłatnego urlopu, ponownie został słuchaczem Uniwersytetu Jagiellońskiego. 1 września 1946 roku podjął pracę w Państwowym Liceum i Gimnazjum Męskim w Raciborzu. W latach 1950–1972 pełnił funkcję dyrektora szkoły. W międzyczasie uzyskał uprawnienia do nauczania biologii i geografii z biologią, zatrudniony był również w innych raciborskich szkołach.
Po przejściu na emeryturę zaczął realizować swoje zainteresowania folklorem, zajmując się rekonstrukcją dawnych opowieści i publikacją zasłyszanych tekstów. Publikował w „Kalendarzu Opolskim” i „Poglądach”. Zebrane opowieści wydał w dwóch tomach „Godek i bojek śląskich”, w 1976 i 1978 (tom drugi wydano pośmiertnie). Od 1972 jego teksty, czytane przez Janinę Skałecką, aktorkę Teatru im. Jana Kochanowskiego w Opolu, pojawiały się na antenie Polskiego Radia Opole. Janina Skałecka opracowała również część tekstów na potrzeby sceniczne, w sezonie 1979/80 wystawiano je na Małej Scenie teatru. Brunon Strzałka współpracował także z Polskim Radiem w Katowicach.
Brunon Strzałka działał w Towarzystwie Wiedzy Powszechnej oraz Lidze Ochrony Przyrody, której raciborskiego oddziału był prezesem przez kilkanaście lat. Był członkiem ruchu regionalnego. W 1972 roku uzyskał uprawnienia mistrza pszczelarstwa.
Zmarł 23 lipca 1977 roku w Krakowie. Pochowany został w rodzinnym grobowcu na cmentarzu w Lubomi.

## Odznaczenia i upamiętnienie
Za działalność oświatową i zasługi na polu wychowania młodych pokoleń odznaczony Złotym Krzyżem Zasługi, Krzyżem Kawalerskim Orderu Odrodzenia Polski (1969), Złotą Odznaką LOP (1973), Medalem Komisji Edukacji Narodowej (1976), medalem Zasłużonego Działacza Ziemi Raciborskiej i medalem Zasłużonego Opolszczyźnie.
W 2001 został patronem gimnazjum w Lubomi.

## Życie prywatne
Jego dziećmi są Kazimierz Jan, profesor biologii, oraz Jadwiga Marta.

## Twórczość
- Brunon Strzałka, Godki i bojki śląskie, Opole: Opolskie Towarzystwo Kulturalno-Oświatowe, Instytut Śląski, 1976, OCLC 642024906. Brak numerów stron w książce
- Brunon Strzałka, Godek i bojek śląskich ciąg dalszy, Opole, Instytut Śląski: Opolskie Towarzystwo Kulturalno-Oświatowe, 1978, OCLC 749353098. Brak numerów stron w książce